# 输出阻抗
输出阻抗（英語：output impedance），或称内阻（internal impedance），是指电路负载从电路输出端口反着看进电路时电路所等效的阻抗（包括静态的电阻和动态的电抗）。输出阻抗决定一个源电路在联上负载后它的输出电压会降低多少。

图左的电路是源电路的模型，图右的电路是荷载。Z_{S}是荷载看到的输出阻抗，Z_{L}是源电路看到的输入阻抗

## 描述
所有电路都有电阻和电抗，因此世界上没有完美的电源。输出阻抗常常用来描述一个电源在有电流流过的时候会怎样反应。测量到的输出阻抗的一部分是由于电源的化学、热动力或机械特征导致的，但也有一部分可能并不是由于电路的物理特征导致的。输出阻抗可以被看作是与一个理想的电压源串联或者与一个理想的电流源并联的阻抗。
通过戴维南定理和諾頓定理可以互相转换电流源和电压源。
向三极管这样的非线性电路没有固定的输出阻抗，它们的输出阻抗一般只用于在工作点上波动比较小的信号。

## 测量
纯电阻性的电路的输出阻抗可以通过实验测量：提高荷载的电阻直到荷载上的电压是开路电压的一半，在这个时候输出阻抗与荷载电阻相等。
通过精确测量不同载荷的电压和电流比以及使用欧姆定律可以更精确地测量输出阻抗。
要测量既含有电容又含有电感的反应源的输出阻抗会很复杂，一般需要特殊的测量仪器。

## 放大器
放大器的输出阻抗一般低于0.1欧姆，但是很少被表明，一般它被“藏在”阻尼因子中：
{\displaystyle DF={\frac {Z_{\mathrm {load} }}{Z_{\mathrm {source} }}}}
解Zsource
{\displaystyle Z_{\mathrm {source} }={\frac {Z_{\mathrm {load} }}{DF}}}
得放大器的输出阻抗。使用喇叭的阻抗Zload（一般为2、4或8欧姆）以及阻尼因子既可获得输出阻抗。
一般在声响设施和高保真设施里输入阻抗比联在它们上面的设备的输出阻抗高数倍（一般10倍以上）。这被称为阻抗桥接。
在这种情况下Zload>> Zsource, DF > 10
在视频、无线电和其它系统里输入和输出阻抗相等，这被称为阻抗匹配。
在这种情况下Zsource = Zload, DF = 1/1 = 1
在大多数设备里实际输出阻抗与额定输出阻抗。一个放大器的额定输出阻抗可以是8欧姆，但是它的实际输出阻抗要按照线路情况来确定。额定输出阻抗是一个放大器能够提供最高能量而还不失真的阻抗。

## 电池
为了模拟电池内部复杂的化学反应对其输出的影响人们引入了内阻的概念。内阻无法直接测量，但是通过测量电路上的电压和电流可以计算内阻。电池在负载情况下可以用下列公式来计算其内阻：
{\displaystyle {\begin{aligned}R_{B}&=\left({\frac {Vs}{I}}\right)-R_{L}\\&={\frac {V_{S}-V}{I}}\end{aligned}}}
其中
{\displaystyle R_{B}} 是电池内阻
{\displaystyle V_{S}} 是不负载情况下电池的电压
{\displaystyle V} 是负载情况下电池的电压
{\displaystyle R_{L}} 是载荷的电阻
{\displaystyle I} 是电池输出的电流
电池的内阻随其寿命变化，大多数售出的电池的内阻在1欧姆左右。
电池有电流流过时的電動勢比在没有电流流过时的电动势低。其中的部分原因是因为电池提供的能量被它的内阻消耗掉了。